# 伊東一雄
伊東 一雄（いとう かずお、1934年4月7日 - 2002年7月4日）は、日本の野球解説者、メジャーリーグ評論家。
「パンチョ伊東」の愛称・通称で広く知られた。

## 略歴

### 生い立ち
東京都豊島区西巣鴨に生まれ、小学生時は戦火を逃れるために千葉県市川市へ転居し、以後居住する。
子供時代から父親の影響で野球に親しみ、後楽園球場の東京巨人軍戦、神宮球場の大学野球に通いスコアカード記入などをした。1942年5月24日に後楽園球場の日本プロ野球史上最長の大洋軍対名古屋軍の延長28回戦や、1953年10月31日に大友工が日米野球でニューヨーク・ジャイアンツ相手に完投勝利を収めた試合も観戦した。
西巣鴨第四小、市川小、市川一中を経て、都立三高へ進学し、千葉大学文理学部を中退した。

### パ・リーグ職員
1959年にパシフィック・リーグ職員となり、中沢不二雄会長秘書、1976年から1991年に広報部長を歴任し「広報の伊東・記録の千葉」として知られた。黒い霧事件でパ・リーグの観客動員がセ・リーグの半分以下に落ち込んだ際は「我がリーグは3分の1リーグだ」と嘆いた。
1985年からテレビ東京系列で放映されたパ・リーグ情報番組「花のパ・リーグ情報」にレギュラーコメンテーターとして出演。また、プロ野球ドラフト会議の司会を1991年まで務めたことなどから、連盟職員としての活動以上に、マスコミを通じて一般に広く顔が知られる存在だった。
パ・リーグ広報部長当時も、仕事の合間を縫ってアメリカに赴き、メジャーリーグの試合観戦や、球団関係者とのコネクション形成に努めた。

### ジャーナリスト
1991年にパ・リーグを退職し、1992年からはメジャーリーグジャーナリストとして活動する。
ニッポン放送の『ショウアップナイタープレイボール』の司会や、フジテレビでの野球解説のほか、『プロ野球ニュース』に「PANCHO」名義でレギュラー出演し、メジャーリーグコーナーを担当した。
また、1998年2月19日に発売された『プロ野球チームもつくろう!（セガサターン）』では試合の解説、ドラフト会議の司会者として登場している。

### 晩年
2000年頃、内臓の多発性がんに罹患し、入退院を繰り返す。『プロ野球ニュース』の後継番組『すぽると!』でも、継続してメジャーリーグコーナーを担当する予定で『プロ野球ニュース』出演最終日には伊東自ら再登場を予告していた。しかし、体調を崩して一度も出演できず、弟子の福島良一が代役を務めた。2001年、イチローが出場したオールスターゲーム特集で『すぽると!』に復帰。大きく痩身した姿で深い椅子に座り、久々のスタジオ出演となった。
2002年7月4日、心不全により68歳で逝去。イチローが出場したオールスターゲームの現地観戦は叶わなかった。『すぽると!』の追悼企画では、伊東が「ボクの娘」と可愛がっていた、当時フジテレビアナウンサーの松井みどりがナレーションを担当した。
生涯独身で、晩年には森中千香良と「プロ野球独身貴族会」を結成していた。

## エピソード

### ドラフト会議司会
1965年から始まった「プロ野球ドラフト会議」では、パ・リーグを退職する1991年のドラフト会議まで司会を務め、張りのある声で選手名を読み上げることで知られた。1988年以前のドラフト会議では、選手名などが記された紙を掲示板に引っかけて表示しており、伊東の読み上げ直後は選手名の漢字表記が分からないため、独特の説明を行なっていた。
- 日本ハムファイターズから指名された芝草宇宙（帝京高）の「宇宙」を説明するために、英語が堪能な伊東は「ひろしは宇宙、大宇宙、コスモ[3]」と例えた。
- 1984年のドラフト会議では、横浜大洋ホエールズに指名された蒲谷和茂（関東学院六浦高）の「蒲谷」を、「うなぎの蒲焼きの蒲」と説明している[4]。

最も物議を醸したエピソードとして、1972年に大洋から4位指名された益山性旭（大阪福島商高）の表記を、「『性』はセックスの性!」と高らかにコールした件が挙げられる。この「セックス」はいわゆる性行為ではなく「性別」の意味。英語が堪能な伊東らしい表現ではあったが場内は大爆笑に包まれ、特に西本幸雄（当時の阪急ブレーブス監督）は椅子から転がるほど大笑いしていた。後日、伊東は「『性別の性』と言っておけばよかった」と、益山に対して謝罪している。
1991年のドラフト会議で、受験者約200名だった福岡ダイエーホークスの入団テストを唯一合格し、全球団で最後に指名された田畑一也（田畑建工）が、伊東が読み上げた最後の指名選手となった。なお、同年のドラフト会議で伊東が最後に発した言葉は「第10回選択希望選手、阪神、選択見送り」であった。
エピソードは枚挙にいとまがないドラフト司会だが、非常に冷静沈着であった。読売ジャイアンツの桑田真澄など、予想外の指名では本人が何度も「これでいいの?」と確認し、会場がざわついた際に「お静かに!」と怒気を窺わせる声を響かせた。

### メジャーリーグ通
1950年、野球指導のためジョー・ディマジオがフランク・オドールと共に模範実技を披露すべく日本を訪れた際、オープンカーで銀座通りをパレードした。
高校1年生だった伊東は、白バイの間をすり抜け、オープンカーに飛び付き並走しながら万年筆を差し出しディマジオにサインを懇請。その際、快く応じてもらったことが、伊東にとってメジャー選手との初邂逅であった。その後は、渡米のたびにディマジオが経営するイタリア料理店に立ち寄り顔を合わせていた。1978年、オールスターゲームの日本向け衛星中継にて、共にマイクの前に並んだディマジオへ、久々にサインを要求したところ「1950年以来の古き友よ」としたためてもらい、感激したと述べている。
メジャーと比較し、犠牲バントやヒットエンドランを多用する日本のプロ野球は、ボールを選び過ぎるとして伊東は批判的だった。「野球というものは本来もっと単純なものである」と積極的な打撃戦を好んだ。一方で、日本の審判員の技術は世界一だとして、高く評価していた。
パ・リーグでの仕事の合間を縫って、メジャーリーグの全球場を巡るのが趣味となった。アメリカにおいてメキシコ人を戯画化したような風貌を持つ伊東は、ダリル・スペンサーから「パンチョ」のニックネームを与えられる。次第に球団関係者のみならず選手にもコネクションを広げていき「関係者に『パンチョ』の名を知らないものはいない」と言われた。
また、メジャーリーグファンである松山千春と親交があり、その縁で松山千春はプロ野球ニュースに出演している。

## 最後のメッセージ
2002年7月5日付『サンケイスポーツ』にて、次のメッセージが掲載された。
| 「 | まさか、長い野球人生の間に、こんな事でピリオドを迎えるとは思っていなかった。 しかし振り返ってみれば、ディマジオ最後のホームラン、ジャッキー・ロビンソンのホームラン…これら日本野球の歴史に残る、ものすごい当たりを見られたことはこれほど人生にとってラッキーな事があるだろうか。 これから先、日米野球でたくさんのチームが来日するだろう。そのたびに新しい歴史が出来ていく。そういうことを。それを大いに期待したいものだ。 それを本塁ベースの向こうからじっくり眺めていたい。ではみなさん、さようなら。パンチョ伊東 | 」 |

## その他
- マーティ・キーナートは、伊東が逝去した際の追悼文にて「明らかにカツラだったが、死ぬまでその髪型を貫いた男」と評している。

## 著書 ・翻訳書
- 『アメリカ大リーグ：テレビ観戦が3倍楽しめる本』（サンケイ出版、1978年）
- ピート・ローズ（著）、伊東一雄（監修訳）　『挑戦する624人の大リーガー』（日之出出版、1988年）ISBN 4-89198-065-6
- （馬立勝と共著）　『野球は言葉のスポーツ：アメリカ人と野球』（中央公論社、1991年）ISBN 4-12-204098-1
- 『メジャー・リーグ紳士録』（ベースボール・マガジン社、1997年）ISBN 4-583-03411-3
- 『パンチョ伊東のMLB名鑑. 1999』（ベースボール・マガジン社、1999年）ISBN 4-583-61066-1
- 伊東一雄（著）、吉川達郎（監修）　『メジャーリーグこそ我が人生：パンチョ伊東の全仕事』（産経新聞ニュースサービス、2003年）ISBN 4-594-04117-5

## 出演番組
- プロ野球珍プレー・好プレー大賞 - 第1回放送時のゲスト
- 花のパ・リーグ情報
- ショウアップナイタープレイボール
- メジャーリーグ中継
- プロ野球ニュース
- すぽると!
- L!VE MAJOR LEAGUE BASEBALL - 出演していたフジテレビ系列のMLB中継の現行タイトル。

## 出演CM
- 日立製作所 パソコン・フローラ（1995年、長嶋茂雄、福留功男とともに出演。新聞広告でのキャッチコピーは「長嶋さんが始めた以上、私、パンチョも」）
- プロ野球チームもつくろう!　(CMナレーション、出演・藤岡弘、（せがた三四郎）、野茂英雄）
- ローソン（1999年、鈴木杏、後藤理沙とともに出演。）

## 関連人物
- 福島良一 - 大リーグ研究家・スポーツライター。伊東に師事した。
- AKI猪瀬 - 大リーグアナリスト。同じく伊東に師事していた。
- 武方直己 - 伊東の甥で元TBSアナウンサー。